# Мурсія (аеропорт)
Міжнародний аеропорт регіону Мурсія ісп. Región de Murcia International Airport (IATA: RMU, ICAO: LEMI), неофіційно також відомий як Мурсія-Корвера, є міжнародним аеропортом на південному сході Іспанії. Він відкрився в січні 2019 року і замінив аеропорт Мурсія-Сан-Хав'єр. Вони розташовані між селами Корвера і Вальядолізес в муніципалітеті Мурсія. Аеропортом керує AENA.
Аеропорт Мурсії відкритий круглий рік, з понеділка по п'ятницю він працює з 07:30 до 22:30, а у вихідні та святкові дні — з 08:30 до 22:30.

## Інфраструктура
Аеропорт має єдиний пасажирський термінал площею 28 500 м2 і одну злітно-посадкову смугу довжиною 3000 метрів і шириною 45 метрів. Його початкова пропускна спроможність становить 3 млн пасажирів і 23 тис. переміщень на рік з можливістю подальшого збільшення до 5 млн пасажирів. Термінал має 9 виходів на посадку, 25 стійок реєстрації та 4 стрічки для отримання багажу. Злітно-посадкова смуга має одну швидкісну руліжну доріжку (RET) і 4 майданчики для очікування. Він оснащений приладом для точного заходження на посадку ILS CAT I на порозі 23 і неточним приладом DVOR/DME.

## Авіалінії та напрямки, липень 2023
| Авіакомпанія          | Пункт призначення |
| --------------------- | --- |
| Air Arabia            | Касабланка, Уджда |
| Binter Canarias       | Гран-Канарія |
| easyJet               | Лондон–Гатвік Сезонний: Бристоль, Лондон–Лутон, Манчестер                                                                          |
| Norwegian Air Shuttle | Сезонні: Берген, Осло-Гардермуен                                                                                                   |
| Ryanair               | Бірмінгем, Лондон–Станстед, Манчестер Сезонний: Борнмут, Дублін, Східний Мідленд, Глазго–Прествік, Лондон–Лутон, Пальма-де-Майорка |
| Smartwings            | Брно, Прага |
| TUI fly Belgium       | Сезонні: Антверпен, Остенде/Брюгге                                                                                                 |
| Volotea               | Барселона (з 3 грудня 2023), Мадрид (з 1 грудня 2023) Сезонний: Астурія, Менорка, Сантандер                                        |